# Frauentausch
Frauentausch bezeichnet in der Ethnologie (Völkerkunde) eine Heiratsregel, nach der Frauen im empfängnisfähigen Alter zwischen großen Gruppen ausgetauscht und wechselseitig geheiratet oder verheiratet werden; die Gruppen können Großfamilien, Abstammungsgruppen (Lineages) oder Clans sein. Derartige Regelungen finden sich vorwiegend bei indigenen Völkern und Ethnien, die Ackerbau treiben, in gleichrangige Segmente aufgeteilt sind, ihre Abstammung nach der Väterlinie (patrilinear) organisieren und bei denen Ehepaare am Ort des Mannes wohnen (patrilokal). Bei diesem exogamen Austausch spielen die Wünsche der Frauen nur eine untergeordnete oder gar keine Rolle (vergleiche Zwangsheirat).
Beispiele sind der „Berdel“ (Mädchentausch) in den kurdischen Gebieten im Osten und Südosten der Türkei (siehe Kurden in der Türkei), bei dem mit einer Doppelhochzeit zwischen zwei Familien über Kreuz geheiratet wird, sowie die früher bei den Usbeken in Zentralasien verbreitete „Qarch Quda“, bei der eine Familie, die keinen Brautpreis aufbringen konnte, mit einer anderen Familie eine Frau austauschte.
Der französische Ethnologe Claude Lévi-Strauss zeigte 1948 in seiner Theorie der „Allianz“ von Abstammungsgruppen, dass der koordinierte wechselseitige Tausch von Frauen der Festigung des gemeinsamen Bündnisses dient (vor allem durch Kreuzcousinenheiraten).

## Ursprünge
Der französische neomarxistische Wirtschaftsethnologe Claude Meillassoux nahm 1975 an, dass sich die Praxis des Frauentausches aus einem System des Brautraubs entwickelt habe (vergleichbar dem römischen Raub der Sabinerinnen). Ursprünglich waren seiner Meinung nach die Ackerbau treibenden segmentären Gesellschaften matrilinear und matrilokal organisiert. Es konnte relativ häufig vorkommen, dass in einer Familie zu wenig Frauen geboren wurden, um diese Produktionszelle in der nächsten Generation fortbestehen zu lassen. Folglich mussten Frauen von außerhalb in die Gruppe eingegliedert werden. Unter den Bedingungen der Matrilokalität (die Ehefrau bleibt bei ihrer Familie wohnen) kann eine solche Eingliederung anderer Frauen nur durch deren Raub von anderen Familien vorgenommen werden. Allein durch diese Praxis geraten die Frauen in eine untergeordnete Position, sowohl gegenüber den Männern der eigenen Gruppe, die sie beschützen, wie auch gegenüber den Männern der anderen Gruppe, die sie rauben.
Erst diese ständigen Raubzüge führen dazu, dass die Stellung der Frauen selbst in matrilinearen Gesellschaften sinkt und diejenige des Mannes steigt. Möglicherweise werden erst innerhalb dieser Entwicklung die Frauen förmlich von allen Tätigkeiten der Jagd und der Kriegsführung ausgeschlossen, was bei Gesellschaften der Jäger und Sammler so nicht der Fall war/ist.
„Ein Resultat dieser Unterwerfung der Frauen unter die Männer ist, dass sie jetzt unter männlichem Schutz an die Arbeit gestellt werden und mit den undankbarsten, verdrießlichsten und unbefriedigendsten Aufgaben der Landwirtschaft und der Küche betraut werden.“
Wird der Ackerbau für das Überleben der Gruppe wichtiger und sind die Männer in stärkerem Maße gezwungen, sich daran zu beteiligen, dann bedrohen die ständigen Raubzüge die Produktionsbedingungen durch die Todesfälle und Abwesenheiten, die sie verursachen. Dies macht es sinnvoll, die Heiratsbeziehungen möglichst auf eine andere Art und Weise als durch Gewalt zu regeln. Aus dem kriegerischen Raub der Frauen entsteht ein geregelter gegenseitiger Frauentausch, die matri-lokale Form der Zirkulation wird durch die patri-lokale ersetzt.

## Regeln des Frauentausches
Nach Claude Meillassoux erfolgt die Zirkulation der Frauen zwischen den Familien in der Regel auf der Grundlage der absoluten Gegenseitigkeit, denn eine geschlechtsreife Frau hat keine andere funktionelle Entsprechung als eine andere geschlechtsreife Frau. Daher kann jede Gemeinschaft von den anderen nur so viele Gattinnen erhalten, wie sie Frauen weggegeben hat.
Andererseits soll die Zahl der gebärfähigen Frauen in den einzelnen Familien möglichst gleichmäßig verteilt sein. So kann zum Beispiel eine Frau einer bestimmten Gemeinschaft übergeben werden, die gerade keine geschlechtsreifen jungen Frauen zur Verfügung hat, die sie anderen Gemeinschaften übergeben könnte. Diese Gemeinschaft kann zu einem späteren Zeitpunkt der anderen Gemeinschaft eine Frau zurückerstatten, sodass die Schuld ausgeglichen ist. Dabei kann es sich beispielsweise auch um die Tochter der zuerst übergebenen Frau handeln.
Der Tausch der Frauen kann auf zwei verschiedene Arten stattfinden:
1. bilateraler, beschränkter Austausch
In dieser Form des Frauentausches erwirbt Gruppe A eine Frau von Gruppe B, später erstattet Gruppe A eine Frau an Gruppe B zurück; der Frauentausch wird ausschließlich zwischen zwei Gemeinschaften praktiziert.
2. multilateraler, verallgemeinerter Austausch
Die Männer der Gruppe A heiraten eine Frau der Gruppe B, diese eine Frau der Gruppe C, diese wiederum eine Frau der Gruppe A; der Frauentausch wird ringförmig zwischen drei (oder mehr) Gemeinschaften praktiziert.

Die an diesem komplizierten Kreislauf multilateraler Tauschaktionen beteiligten Gemeinschaften müssen jederzeit über den Stand der ehelichen Transaktionen sowie über die Zirkulation der Außenstände an Frauen unterrichtet sein, damit keine mehr Frauen erhält, als sie geliefert hat.
Meillassoux folgerte, dass bei einer großen Anzahl dieser Tauschaktionen nicht mehr alle im Gedächtnis behalten werden können. Aus diesem Grund findet häufig vertragsgemäß eine umgekehrte Zirkulation stellvertretender Gegenstände statt, die als Gedächtnisstütze des Heiratsaustauschs dienen. Diejenige Gemeinschaft, die eine Frau abtritt, erhält von der die Frau empfangenden Gemeinschaft bestimmte Güter, die als Heiratsgüter bezeichnet werden. Dabei handelt es sich meistens um relativ dauerhafte Konsumgüter, weniger um Nahrung oder Gegenstände des täglichen Bedarfs. Das Heiratsgut unterscheidet sich von der Mitgift, die persönliche Gegenstände umfasst, welche die Braut zu ihrem Gatten mitnimmt und die in ihrem Besitz bleiben. Die gleichzeitige Existenz von Heiratsgut und Mitgift schließt sich demnach nicht aus.
Unter bestimmten Umständen verwandeln sich die Heiratsgüter von einem „Pfand“, der den zukünftigen Anspruch auf eine heiratsfähige Frau der empfangenden Gruppe symbolisiert, in eine „Ware“, mit der Frauen mehr oder weniger „gekauft“ werden können. Dies geschieht dann, wenn sich im Rahmen des multilateralen Tausches untereinander der Kreislauf der Heiratstransaktionen so weit ausdehnt, dass trotz der Existenz der Heiratsgüter nicht mehr genau festgestellt werden kann, welche Gemeinschaft der anderen wie viel Frauen schuldet, und die Heiratsgüter auch um ihrer selbst willen begehrt werden. Hinzu kommt, dass die Anzahl der Heiratsgüter möglicherweise nicht mehr mit derjenigen der ausgetauschten Frauen übereinstimmt. Denn da die Heiratsgüter aus relativ dauerhaften Gegenständen bestehen, können sie immer wieder in Umlauf gebracht werden, selbst wenn die ursprüngliche Schuldforderung, die sie repräsentieren, also diejenige, eine heiratsfähige Frau zu liefern, längst eingelöst ist. Das Heiratsgut wird zum Ausdruck eines festen Wertes, der dem einer geschlechtsreifen Frau entspricht. Es erwirbt somit im Rahmen der matrimonialen Zirkulation einen Tauschwert, das Heiratsgut wird zum „Brautpreis“.